# Alby (metrostation)
Alby is een metrostation aan de rode route op 19 kilometer ten zuidwesten van Slussen en wordt bediend door lijn T13. Het station was in 1965 gepland als eindpunt van de lijn, maar gewijzigde plannen leidden tot een rechtstreekse verbinding naar Fittja in plaats van een lus die vanuit het westen naar Alby zou geraken.  
Op 12 januari 1975 werd het als 75ste van het Stockholmse net geopend.
Het station ligt in een kunstmatige grot op 24 meter onder de zuidflank van de Albyberg. Het station kent twee toegangen, één aan de kant van Alby centrum, de andere ligt recht boven het perron bij de Tingstorget tussen de Tingsvägen en de Lagmansbacken en is met een lange roltrap met het perron verbonden. Tijdens de spitsuren hebben een aantal treinen hier hun eindpunt, de lijn zelf loopt nog verder door naar het westen. 
De versiering van het station werd al tijdens de bouw aangebracht door kunstenaar Olle Ängkvist. Hij liet de wanden van een laag mosgroene verf voorzien. Hier werden vervolgens veelkleurige bloemmotieven aangebracht. In afwijking van de schetsen bracht hij tijdens de pauzes rond de reclameborden kleine figuurtjes aan die hun tong uitsteken naar de reclames.  

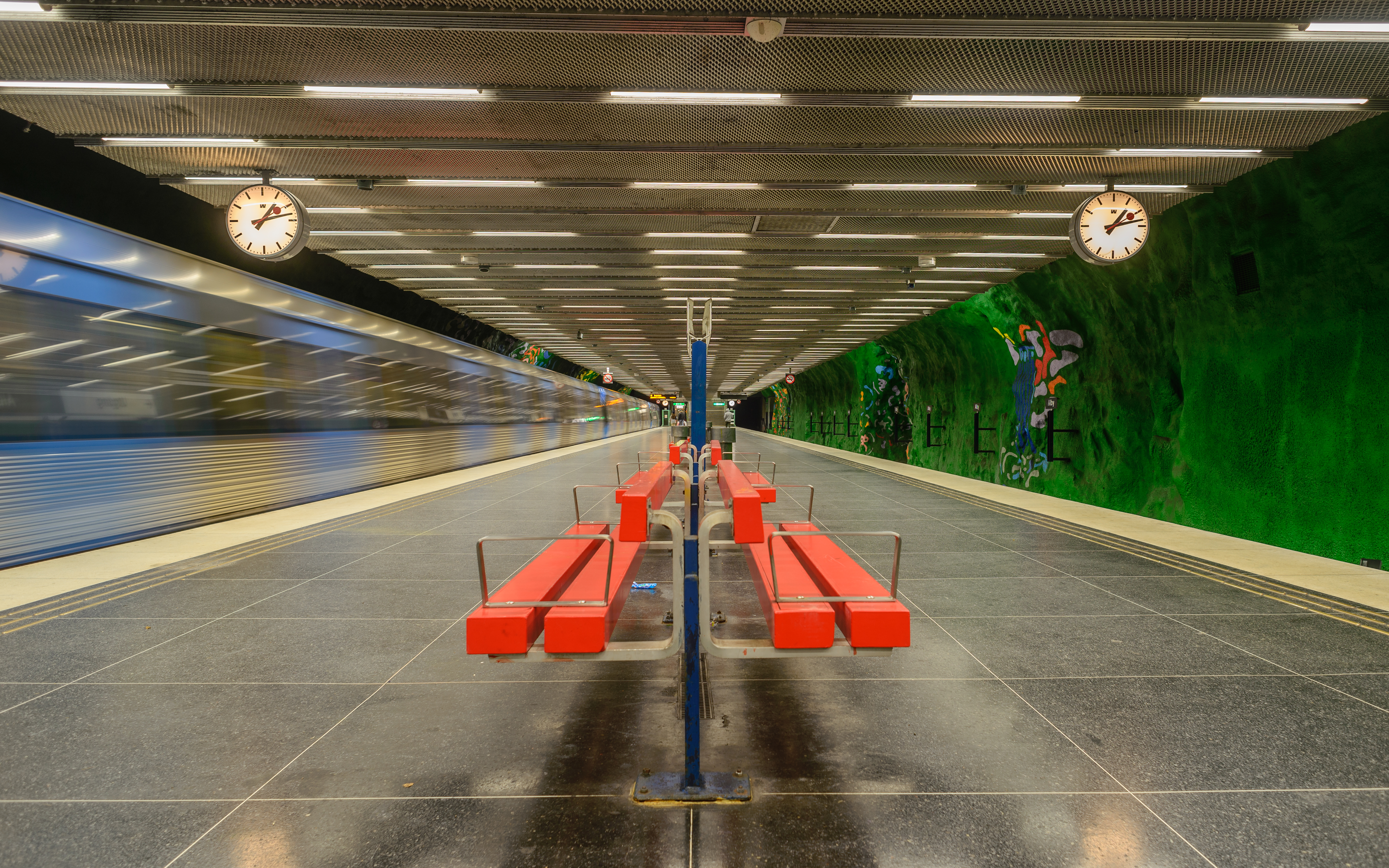
Het eilandperron
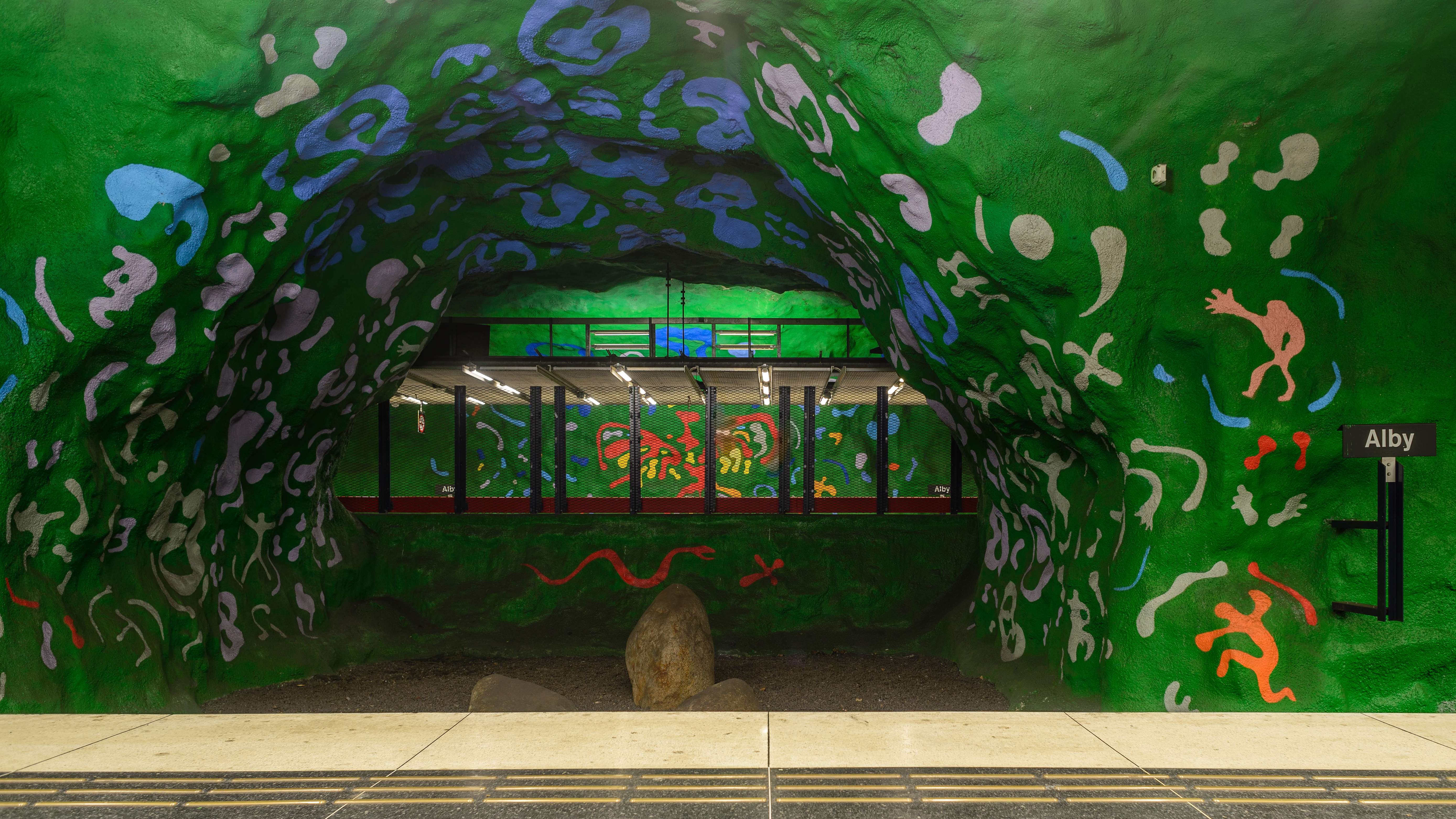
Doorkijk vanaf het zijperron
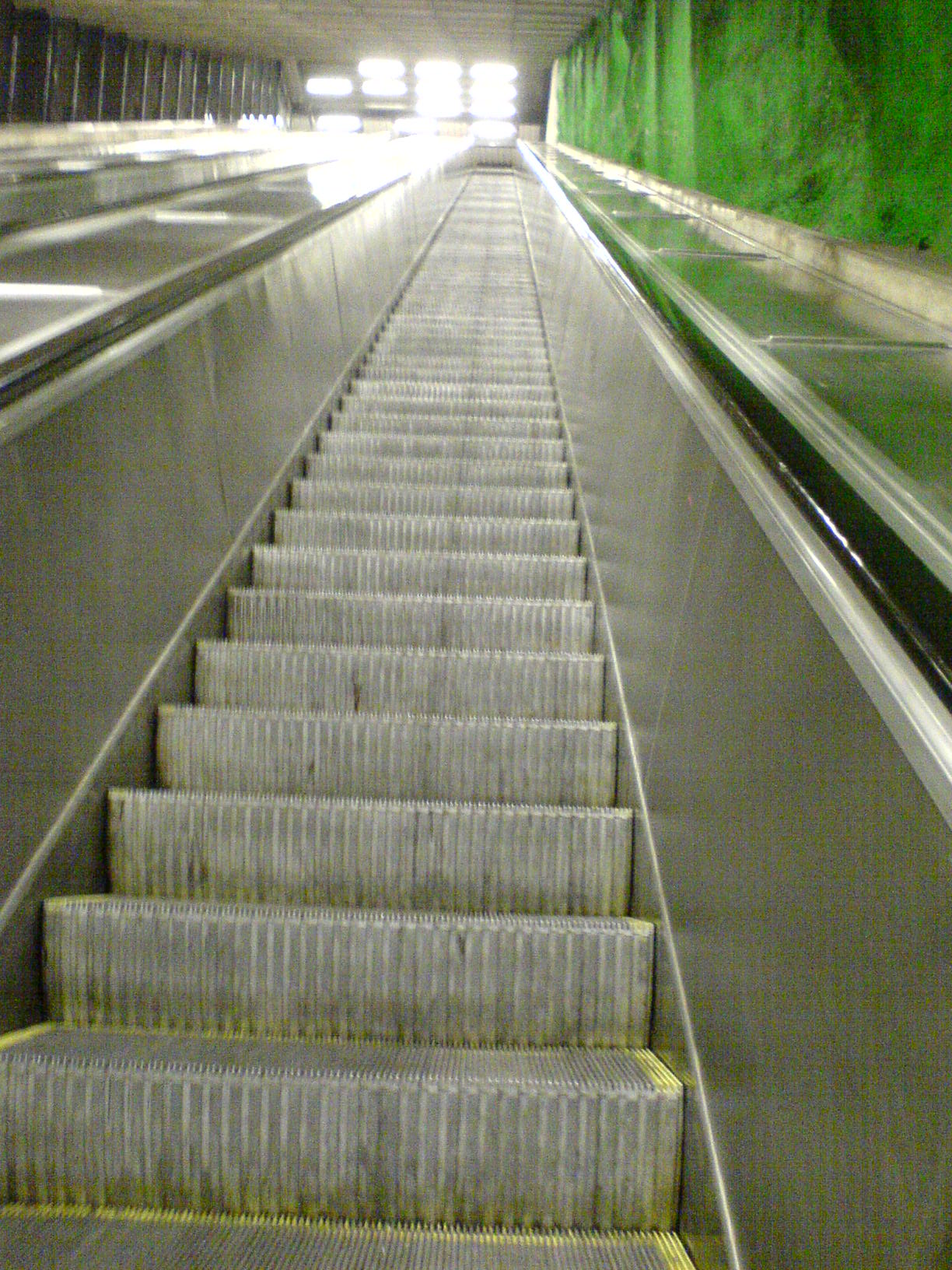
De roltrap van onder naar boven

Norsborg ·
Hallunda ·
Alby ·
Fittja ·
Masmo ·
Vårby gård ·
Vårberg ·
Skärholmen ·
Sätra ·
Bredäng ·
Mälarhöjden ·
Axelsberg ·
Örnsberg ·
Aspudden ·
Liljeholmen ·
Hornstull ·
Zinkensdamm ·
Mariatorget ·
Slussen ·
Gamla Stan ·
T-Centralen ·
Östermalmstorg ·
Karlaplan ·
Gärdet ·
Ropsten